# Drabek Peak
Der Drabek Peak ist ein 2090 m hoher Berg im ostantarktischen Viktorialand. Er ragt 10 km nördlich vom Anare-Pass und 14,5 km westlich des Redmond Bluff in den Anare Mountains auf.
Der United States Geological Survey kartierte ihn anhand eigener Vermessungen und mithilfe von Luftaufnahmen der United States Navy zwischen 1960 und 1963. Das Advisory Committee on Antarctic Names benannte den Berg 1970 nach dem US-amerikanischen Biologen Charles M. Drabek, der von 1964 bis 1965 und von 1967 bis 1968 für das United States Antarctic Research Program auf der McMurdo-Station tätig war.